# Koseł
Koseł (maced. Косел) – wieś w południowo-zachodniej Macedonii Północnej, w gminie Ochryda.
Na terenie miejscowości położony jest, będący ostatnią pozostałością wulkanizmu na Bałkanach, wulkan Duvalo. Obecnie wulkan jest zasadniczo bardziej polem geotermalnym niż wulkanem jako takim.